# Гослинг, Райан
Ра́йан То́мас Го́слинг (англ. Ryan Thomas Gosling, род. 12 ноября 1980, Лондон, Онтарио, Канада) — канадский актёр. Известен по ролям в независимых фильмах и крупных студийных проектах разных жанров. Сборы фильмов с его участием составили свыше 1,9 миллиарда долларов. Обладатель многих наград, включая «Золотого глобуса», и номинант трёх «Оскаров» и одного BAFTA.
Гослинг родился и вырос в Канаде. Обрёл известность в 13 лет как ребёнок-актёр в программе телеканала Disney Channel «Клуб Микки Мауса» и появился в нескольких семейных передачах, в том числе «Боишься ли ты темноты?», «Мурашки» и «На волне успеха». Прорывом стала роль еврейского неонациста в фильме «Фанатик», а в романтической драме «Дневник памяти» Гослинг завоевал славу.
Гослинг сыграл в независимых драмах «Полу-Нельсон», за которую актёра номинировали на «Оскар» за лучшую мужскую роль; «Ларс и настоящая девушка» и «Валентинка». В 2011 году Гослинг снялся в трёх мейнстримных фильмах: романтической комедии «Эта дурацкая любовь», политической драме «Мартовские иды», и экшн-триллере «Драйв». После режиссёрского дебюта «Как поймать монстра» Гослинг сыграл в финансовой сатире «Игра на понижение», экшн-комедии «Славные парни» и романтическом мюзикле «Ла-Ла Ленд», принёсшем актёру статуэтку «Золотого глобуса» и вторую номинацию на «Оскар» за лучшую мужскую роль. Дальнейшее признание пришло к нему после научно-фантастического фильма «Бегущий по лезвию 2049» и байопика «Человек на Луне». В 2023 году Гослинг сыграл Кена в фэнтезийной комедии «Барби», ставшей самой кассовой картиной в его карьере.
Гослинг играл в группе Dead Man’s Bones, которая выпустила одноимённый дебютный альбом и гастролировала по Северной Америке в 2009 году. Актёр владеет марокканским рестораном в Беверли-Хиллз. Гослинг поддерживает организации PETA, Invisible Children и Enough Project. Он состоит в отношениях с актрисой Евой Мендес, которая родила ему двух дочерей.

## Ранняя жизнь и образование
Райан Томас Гослинг родился 12 ноября 1980 года в больнице Святого Иосифа в Лондоне, провинция Онтарио, в семье Томаса Рэя Гослинга, коммивояжёра бумажной фабрики, и Донны, секретарши. Оба его родителя частично франкоканадского происхождения, а также немного немецкого, английского, шотландского и ирландского. Он и его семья были членами Церкви Иисуса Христа святых последних дней, и Гослинг сказал, что религия повлияла на каждый аспект их жизни. Из-за работы его отца они много переезжали, и Гослинг жил как в Корнуолле, так и в Берлингтоне. Его родители развелись, когда ему было 13 лет, и он со своей старшей сестрой Манди жил со своей матерью, что, по словам Гослинга, запрограммировало его «мыслить как девочка».
Гослинг получил образование в государственной школе Гладстона, колледже и профессиональном училище Корнуолла и средней школе имени Лестера Б. Пирсона. В детстве он смотрел Дик Трейси и вдохновился на то, чтобы стать актёром. Он «ненавидел быть ребёнком», над ним издевались в начальной школе, и у него не было друзей, пока ему не исполнилось 14 или 15 лет. В школе он постоянно ввязывался в драки, чтобы произвести впечатление на девочек. В первом классе, находясь под сильным влиянием боевика «Рэмбо: Первая кровь», он взял в школу ножи для стейка и бросал ими в других детей на перемене. Этот инцидент привёл к отчислению. Он не умел читать, и его обследовали на наличие синдрома дефицита внимания и гиперактивности (СДВГ), но диагноз ему поставлен не был, и, вопреки ложным сообщениям, он никогда не принимал лекарств. Его мать уволилась с работы и в течение года обучала его на дому. Он сказал, что домашнее обучение дало ему «чувство автономии, которое я на самом деле никогда не терял». Гослинг выступал перед аудиторией с раннего возраста, поощряемый тем, что его сестра была артисткой.  Они с сестрой вместе пели на свадьбах; он выступал с Элвисом Перри, трибьютом своего дяди Элвису Пресли, и был связан с местной балетной группой. Выступление укрепило его уверенность в себе, поскольку это было единственное, за что он получал похвалу. У него развился своеобразный акцент, потому что в детстве он думал, что канадский акцент не звучит «жёстко». Он начал подражать своему акценту Марлона Брандо. Он бросил среднюю школу в возрасте семнадцати лет, чтобы сосредоточиться на своей актёрской карьере.

## Актёрская карьера

### 1993—1999: Ребёнок-актёр
В 1993 году двенадцатилетний Райан посетил открытое прослушивание в Монреале для участия в возрождении программы Disney Channel «Клуб Микки Мауса». Он получил двухлетний контракт в качестве ловца мышей и переехал в Орландо, штат Флорида. Он появлялся на экране нечасто, потому что другие дети считались более талантливыми. Тем не менее, он описал эту работу как величайшие два года в своей жизни. Среди других актёров были Бритни Спирс, Кристина Агилера и Джастин Тимберлейк. Райан приписывает этот опыт тому, что он привил им «это великолепное чувство сосредоточенности». Он особенно близко подружился с Тимберлейком, и они прожили вместе шесть месяцев в течение второго года существования шоу. Мать Тимберлейка стала законным опекуном Райана после того, как его мать вернулась в Канаду по рабочим причинам. Райан сказал, что, несмотря на то, что они с Тимберлейком общаются нечасто, они по-прежнему поддерживают друг друга.
После отмены шоу в 1995 году Райан вернулся в Канаду, где продолжил сниматься в семейных развлекательных телесериалах, включая «Боишься ли ты темноты?» (1995) и «Мурашки» (1996), а также снялся в «На волне успеха» (1997-98) в роли Шона Хэнлона. В возрасте восемнадцати лет он переехал в Новую Зеландию, чтобы сняться в приключенческом сериале Fox Kids «Молодость Геракла» (1998—1999) в качестве главного героя. Позже он сказал, что поначалу ему нравилось работать над сериалом, но он начал слишком сильно заботиться о шоу, так что это больше не доставляло ему удовольствия. Он хотел проводить больше времени, сидя с персонажем и придумывая его, а также играть различные роли, поэтому решил перейти в кино и больше не соглашаться на работу на телевидении.

### 2000—2003: Переход в независимое кино
В возрасте 19 лет Райан решил заняться «серьёзной актёрской деятельностью». Его агент уволил его, и поначалу ему было трудно найти работу из-за «клейма позора», связанного с детским телевидением. После роли второго плана в футбольной драме «Вспоминая Титанов» он получил главную роль молодого еврейского неонациста в фильме 2001 года «Фанатик». Режиссёр Генри Бин сказал, что он выбрал Райана, потому что его мормонское воспитание помогло ему понять изоляцию иудаизма. Кевин Томас из Los Angeles Times похвалил «электризующее и ужасающе убедительное» выступление, в то время как Тодд Маккарти из Variety заявил, что его «динамичное выступление» «едва ли могло быть лучше». Фильм получил Большой приз жюри на кинофестивале «Sundance», и Райан описал его как «фильм, который стал своего рода подарком для моей карьеры, которая у меня сейчас есть». Из-за противоречивого характера фильма было трудно обеспечить финансовую поддержку для полноценного проката в кинотеатрах, и вместо этого фильм транслировался на Showtime. Фильм потерпел коммерческий провал, собрав в мировом прокате 416 925 долларов при производственном бюджете в 1,5 миллиона долларов.
В 2002 году Райан снялся в психологическом триллере «Отсчёт убийств» с Сандрой Буллок и Майклом Питтом, где Райан и Питт изобразили пару старшеклассников, которые верят, что могут совершить идеальное убийство. Буллок сыграл детектива, которому поручено расследовать преступление. Лиза Шварцбаум из Entertainment Weekly описала его как «феноменальный талант даже в таком хламе, как этот», в то время как Тодд Маккарти посчитал, что "сильные и «харизматичные» молодые актёры были «разочарованы сценарием». Фильм имел незначительный коммерческий успех, собрав в мировом прокате 56 миллионов долларов при производственном бюджете в 50 миллионов долларов. Его второе появление на экране в 2002 году состоялось в фильме «Закон бойни» с Дэвидом Морсом, в котором исследуются отношения между школьным футболистом и его проблемным тренером в сельской местности Монтаны. Райан сказал, что возможность поработать с Морсом сделала его «лучшим актёром». Стивен Холден из The New York Times описал Райана как «главную звезду» с «необработанностью и интенсивностью, которые напоминают молодого Мэтта Диллона», в то время как Манола Даргис из Los Angeles Times была покорена его «необузданным талантом». Фильм вышел всего в трёх кинотеатрах США и собрал в прокате 13 411 долларов.
В 2003 году Райан снялся в фильме «Соединённые штаты Лиланда» в роли подростка, заключённого в тюрьму за убийство мальчика-инвалида. Его привлекла эта роль, потому что было необычно найти персонажа, который был «эмоционально отключён на протяжении всего фильма». Критик Роджер Эберт посчитал, что «одарённый актёр делает с Лиландом всё, что можно сделать, но персонаж рождён из писательского тщеславия, а не из жизни». Энтони Скотт из New York Times отметил, что он «изо всех сил пытается вызволить Лиланда из лап клише», в то время как Дэвид Руни из Variety почувствовал, что в его "однотонном, безучастно взволнованном выступлении нет ничего притягательного из его прорывной работы в «Фанатике». Фильм собрал в прокате 343 847 долларов в Соединённых Штатах и не был выпущен за рубежом.

### 2004—2009: «Дневник памяти» и «Полу-Нельсон»
Райан привлёк всеобщее внимание в 2004 году после того, как сыграл главную роль, вместе с Рэйчел Макадамс в романтической драме «Дневник памяти», экранизации одноимённого романа Николаса Спаркса режиссёра Ника Кассаветиса. Райан сыграл Ноя Кэлхуна и прокомментировал эту роль так: «Это дало мне возможность сыграть персонажа в течение периода времени — с 1940 по 1946 год — который был довольно глубоким и формирующим». Он стремился наделить своего персонажа «тихой силой» и был вдохновлён игрой Сэма Шепарда в «Дни жатвы». Шепард снялась в «Дневнике памяти». Съёмки проходили в Чарльстоне, штат Южная Каролина, в конце 2002 — начале 2003 года. Хотя Райан и Макадамс вступили в романтические отношения в 2005 году, на съёмочной площадке у них были напряжённые отношения. «Мы вдохновляли друг друга на худшее», — сказал Райан. «Это был странный опыт — снимать историю любви и никак не ладить со своей партнёршей по фильму». В какой-то момент Райан попросил Кассаветиса «пригласить кого-нибудь ещё для моего снимка за кадром», потому что он чувствовал, что Макадамс отказывается сотрудничать. The New York Times похвалила «спонтанное и зажигательное» выступление двух ведущих и отметила, что «вопреки здравому смыслу, вы болеете за эту пару, чтобы превзойти их». Дессон Томсон из The Washington Post похвалил Райана за «обольстительную непосредственность» и отметил, что «трудно не любить этих двоих или завидовать им за великую совместную любовь». Фильм собрал в мировом прокате более 115 миллионов долларов. Райан получил четыре премии Teen Choice Awards и кинопремию MTV Movie Award. Entertainment Weekly заявил, что фильм содержит лучший поцелуй в кино за всё время, в то время как Los Angeles Times включила сцену из фильма в список 50 классических поцелуев в кино. «Дневник памяти» фигурировал во многих списках самых романтических фильмов.

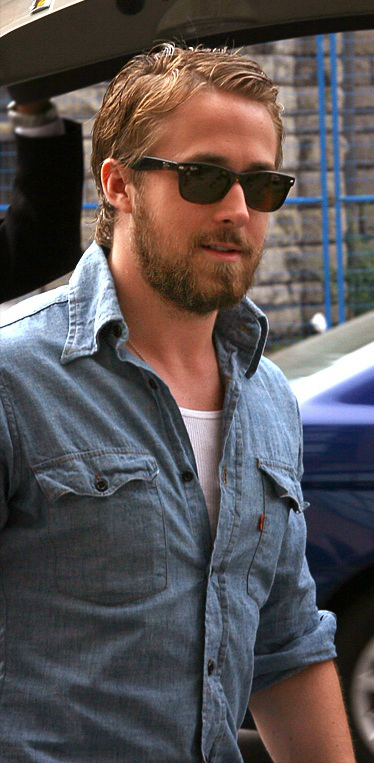
Райан на Международном кинофестивале в Торонто в 2007 году

В 2005 году Райан появился в роли неуравновешенного молодого студента-искусствоведа в психологическом триллере «Останься» с Наоми Уоттс и Юэном Макгрегором в главных ролях. В нелестной рецензии на фильм Манола Даргис из The New York Times заявила, что Райан «как и его поклонники, заслуживает лучшего». Тодд Маккарти отметил, что «способные» Райан и Макгрегор «не дают ничего нового из того, что они показывали раньше». Фильм собрал в мировом прокате 8 миллионов долларов. Райана не смутила негативная реакция: "Ко мне на улице подошёл 10-летний ребёнок и спросил: «Ты тот парень из „Останься“? О чём, черт возьми, был этот фильм?» Я думаю, это здорово. Я также горжусь, если кто-то говорит: «Эй, меня от тебя тошнило в этом фильме», как если бы они говорили, что я заставил их плакать".
Затем Райан снялся в 2006 году в фильме «Полу-Нельсон» в роли учителя младших классов средней школы, страдающего наркоманией, который привязывается к молодому ученику. Чтобы подготовиться к роли, Райан переехал в Нью-Йорк на месяц до начала съёмок. Он жил в маленькой квартирке в Бруклине и проводил время, следя за учительницей восьмого класса. Кеннет Туран из Los Angeles Times описал это как «завораживающее представление… это показывает, насколько глубокое понимание характера удаётся немногим актёрам». Рут Стайн из San Francisco Chronicle сравнила его с Марлоном Брандо и заявила, что «никто, кого волнует великая актёрская игра, не захочет пропустить его выступление». Роджер Эберт считал, что его игра «доказывает, что он один из лучших актёров, работающих в современном кино». Райан получил номинацию на премию «Оскар» за лучшую мужскую роль. Фильм собрал в мировом прокате 4 миллиона долларов. В 2007 году его пригласили вступить в Академию кинематографических искусств и наук.
Райан сыграл интроверта, который влюбляется в секс-куклу в фильме 2007 года «Ларс и настоящая девушка». Он черпал вдохновение в исполнении Джеймса Стюарта в фильме «Харви». Роджер Эберт почувствовал, что «фильм о кукле любви в натуральную величину» превратился в «жизнеутверждающее заявление о надежде» из-за «выступления Райана Гослинга, в котором говорится то, чего нельзя сказать». Энн Хорнадей из The Washington Post описала его выступление как «маленькое чудо… потому что он так незаметно меняется и растёт на наших глазах». Однако Манола Даргис из The New York Times считает, что «это выступление — редкий просчёт в блестящей карьере». Он был номинирован на премию «Золотой глобус» за лучшую мужскую роль в кино, мюзикле или комедии. Фильм провалился в прокате, не сумев окупить свой производственный бюджет в 12 миллионов долларов. Райан снялся вместе с Энтони Хопкинсом в триллере 2007 года «Перелом». Первоначально он отказался от этой роли, но передумал, когда Хопкинс подписал контракт. Райан отметил, что его привлекал его персонаж Вилли, потому что у него были недостатки и он казался реальным человеком. Он проводил время, следя за адвокатами и наблюдая за ходом судебных заседаний, готовясь к этой роли. Клаудия Пуиг из USA Today заявила, что «наблюдение за словесным поединком такого ветерана, как Хопкинс, с одним из лучших молодых актёров Голливуда стоит того, чтобы заплатить за вход». Манола Даргис из The New York Times сочла, что было приятно наблюдать «за зрелищем того, как хитрый похититель сцен Энтони Хопкинс смешивает это с не менее хитрым экранным грызуном Райаном Гослингом… Каждый актёр играет скорее криминальный типаж, чем полностью сформировавшуюся личность, но оба заполняют пробелы алхимической смесью профессиональной и личной харизмы». Фильм собрал в мировом прокате более 91 миллиона долларов.
Райан должен был приступить к съёмкам «Милых костей» в 2007 году. Однако он покинул производство за два дня до начала съёмок из-за «творческих разногласий» и был заменён Марком Уолбергом. Райан был выбран на роль отца убитой девочки-подростка и поначалу чувствовал, что он слишком молод для этой роли. Режиссёр Питер Джексон и продюсер Фрэн Уолш убедили его, что его можно состарить, изменив причёску и макияж. Перед началом съёмок Райан набрал в весе 60 фунтов (27 килограммов) и отрастил бороду, чтобы казаться старше. Тогда Уолш «начал чувствовать, что он не прав. Это была наша слепота, желание заставить это сработать, несмотря ни на что». Райан позже сказал: «Мы не очень много разговаривали в процессе подготовки к съёмкам, и в этом была проблема… Я только что появился на съёмочной площадке и всё понял неправильно. Тогда я был толстым и безработным». Он сказал, что этот опыт был «важным осознанием для меня: не позволять своему эго вмешиваться. Это нормально — быть слишком молодым для роли».

### 2010—2012: Широкое признание
После трёхлетнего отсутствия на экране Райан снялся в пяти фильмах в 2010 и 2011 годах. «У меня никогда не было столько энергии», — сказал Райан. «Я больше рад сниматься в фильмах, чем раньше. Раньше я немного боялся этого. Это было так эмоционально и утомительно. Но я нашёл способ получать удовольствие, делая это. И я думаю, что это отражается на фильмах». Он также говорил о том, что чувствует себя подавленным, когда не работает. В 2010 году он снялся вместе с Мишель Уильямс в режиссёрском дебюте Дерека Сиенфрэнса, супружеской драме «Валентинка». Малобюджетный фильм был в основном импровизированным, и Райан сказал: «Вы должны были напоминать себе, что снимаете фильм». Мик Ласалль из San Francisco Chronicle посчитал, что он «привносит в своё выступление сверхъестественное понимание людей», в то время как А. О. Скотт из New York Times нашёл его «убедительным в роли захудалого, отчаявшегося пожилого Дина и, возможно, немного менее убедительным в более молодой версии». Оуэн Глейберман из Entertainment Weekly написал, что он «играет Дина как язвительного хипстера из рабочего класса, но когда его гнев даёт волю, представление становится мощным». Однако Уэсли Моррис из The Boston Globe счёл это выступление примером «неправильно направленного хипстеризма». Он был номинирован на премию «Золотой глобус» за лучшую мужскую роль в драматическом фильме. Фильм имел кассовый успех, собрав в мировом прокате более 12 миллионов долларов при производственном бюджете в 1 миллион долларов.
Вторым появлением Райана на экране в 2010 году стала роль в детективном фильме «Всё самое лучшее» с Кирстен Данст, основанном на реальной истории. Он сыграл роль нью-йоркского наследника недвижимости Дэвида Маркса, который находился под следствием в связи с исчезновением своей жены (её сыграла Данст). Райан счёл съёмочный процесс «мрачным опытом» и не брал на себя никаких рекламных обязанностей для фильма. Когда его спросили, гордится ли он фильмом, он сказал: «Я горжусь тем, что Кирстен делает в фильме». Питер Трэверс из Rolling Stone написал, что он «настолько глубоко проникает в характер, что можно почувствовать его нервные окончания». Мик Ласалль из San Francisco Chronicle нашёл, что «Гослинг-хамелеон совершенно убедителен в роли этой пустой оболочки человека». Бетси Шарки из Los Angeles Times сочла, что фильм принадлежит Данст, но похвалила игру Райана. Фильм собрал в мировом прокате 644 535 долларов. Также в 2010 году Райан выступил сценаристом и продюсером документального фильма «ReGeneration», в котором исследуется цинизм современной молодёжи по отношению к социальным и политическим причинам.

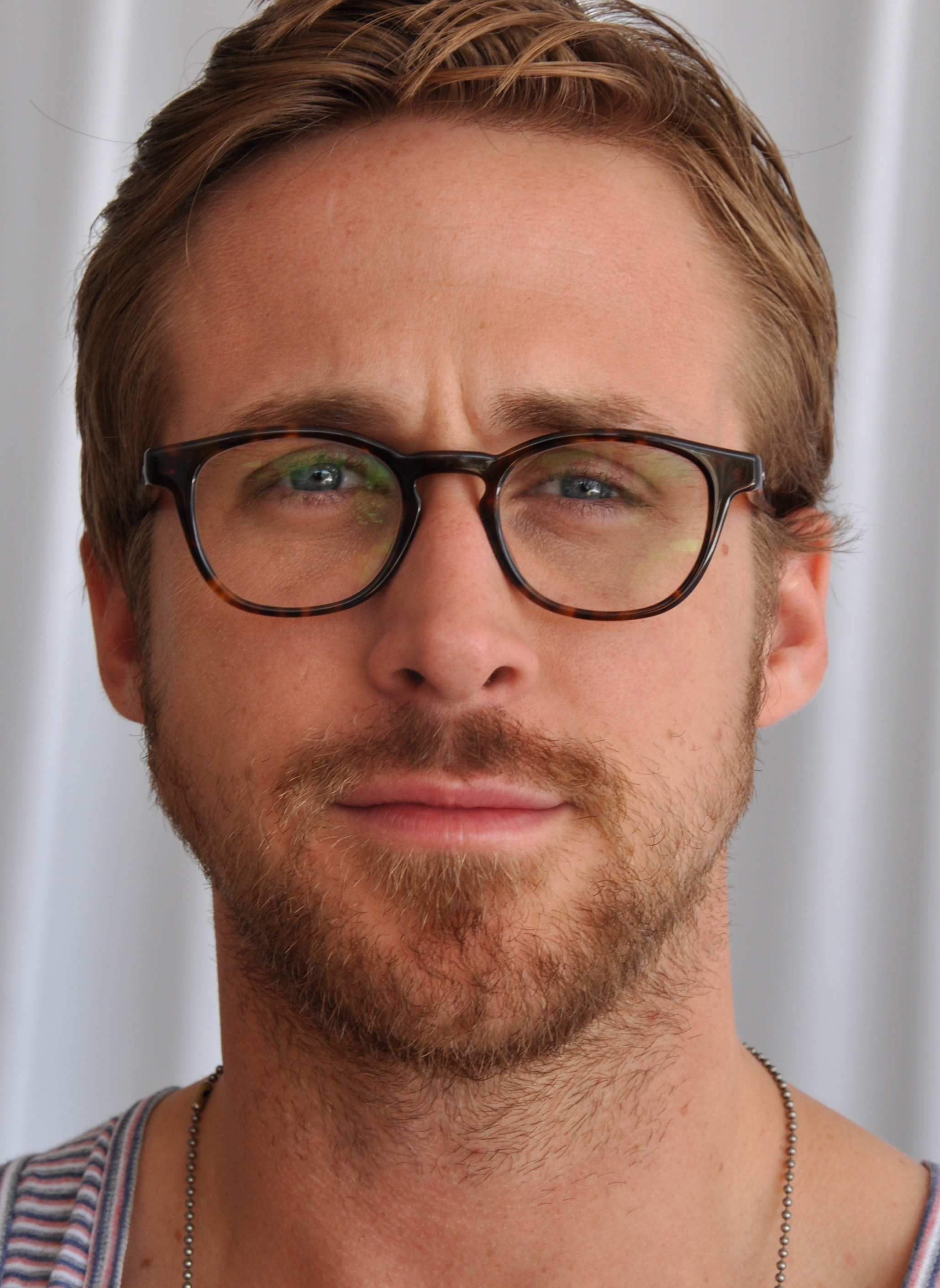
Райан в 2011 году

В 2011 году Райан расширил свой кругозор, снявшись в трёх разнообразных, громких ролях. Он снялся в своей первой комедийной роли в романтической комедийной драме «Эта дурацкая любовь» со Стивом Кареллом и Эммой Стоун. Райан посещал курсы приготовления коктейлей в баре Лос-Анджелеса, готовясь к своей роли льстивого дамского угодника. Энн Хорнадей из The Washington Post сказала, что его «соблазнительное командное присутствие наводит на мысль, что мы, возможно, нашли нашего следующего Джорджа Клуни». Питер Трэверс назвал его «комическим нокаутом», в то время как Клаудия Пуиг из USA Today сочла, что он проявляет «удивительную» «склонность к комедии». Он был номинирован на премию «Золотой глобус» за лучшую мужскую роль в кино, мюзикле или комедии. Фильм имел кассовый успех, собрав в мировом прокате более 142 миллионов долларов. С поправкой на инфляцию это второй по успешности фильм в карьере Райана.
Первой ролью Райана в боевике стал фильм «Драйв», снятый по роману Джеймса Саллиса. Райан сыграл голливудского каскадёра, который подрабатывает водителем-беглецом, и он описал фильм как «жестокий фильм Джона Хьюза»: «Я всегда думал, что если бы „Милашка в розовом“ разбила голову, это было бы идеально». Роджер Эберт сравнил Райана со Стивом Маккуином и заявил, что он "воплощает присутствие и искренность… он проявил дар находить привлекательных, сильных персонажей [и] может добиться практически всего. Джо Моргенштерн из The Wall Street Journal размышлял над «сохраняющейся загадкой того, как ему удаётся оказывать такое большое влияние при столь незначительных видимых усилиях. Неудержимо сравнивать его экономичный стиль с стилем Марлона Брандо». Фильм имел кассовый успех, собрав в мировом прокате 70 миллионов долларов при производственном бюджете в 15 миллионов долларов.
В своём последнем появлении в 2011 году Райан снялся вместе с Филипом Сеймуром Хоффманом в политической драме «Мартовские иды» режиссёра Джорджа Клуни, в которой он сыграл амбициозного пресс-секретаря. Райан отчасти решил сняться в фильме, чтобы стать более политически осведомлённым: «Я канадец, и поэтому американская политика на самом деле не входит в мои обязанности». Джо Моргенштерн заявил, что Райан и Хоффман «в высшей степени хорошо подготовлены для того, чтобы разыгрывать вариации на основные темы своих персонажей. И всё же ни у одного из актёров нет отличного материала, с которым можно было бы поработать в сценарии». В целом прохладном обзоре Кеннет Туран из Los Angeles Times заявил, что «безусловно, было интересно наблюдать за словесной перепалкой харизматичного Гослинга с превосходными характерными актёрами, такими как Хоффман и [Пол] Джаматти». Мик Ласалль из San Francisco Chronicle считает, что в характере Райана был «один аспект, который Гослинг не может до конца определить, который, возможно, просто находится вне его сферы, а именно идеализм». Он был номинирован на премию «Золотой глобус» за лучшую мужскую роль в драматическом фильме. Фильм собрал в мировом прокате 66 миллионов долларов.

### 2013—2014: Неоднозначный приём и режиссёрский дебют

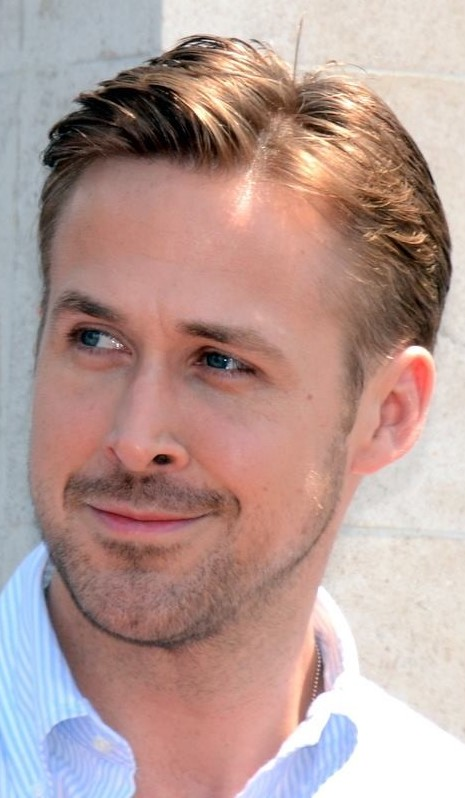
Райан Гослинг на Каннском кинофестивале 2014 года

В криминальном триллере 2013 года «Охотники на гангстеров» Райан сыграл сержанта. Джерри Вутерс, офицер полиции Лос-Анджелеса 1940-х годов, который пытается перехитрить босса мафии Микки Коэна (его играет Шон Пенн). Он воссоединился с Эммой Стоун в качестве своего любовного интереса после их предыдущей пары в фильме «Эта дурацкая любовь». Стоун сказала, что надеется, что они найдут больше проектов для совместной работы. А. О. Скотт из The New York Times описал фильм как повод для актёрского состава «заработать немного денег, пробуя смешные голоса и подавляя любое чувство нюансов, которым они могли бы обладать». Кристи Лемайр из The Boston Globe раскритиковала «странный, шепчущий голос» Райана и его «едва развитый, на одной ноте» характер. Однако Бетси Шарки из Los Angeles Times почувствовала, что в сценах, разделяемых Райаном и Стоун, есть «соблазнительная сила»: «Но, как и многое другое в фильме, этот сценарий разыгран лишь наполовину».
В «Место под соснами», драме о поколениях режиссёра Дерека Сиенфрэнса из «Валентинка», Райан сыграл Люка, мотоциклиста-каскадера, который грабит банки, чтобы прокормить свою семью. Райан описал съёмки как «лучший опыт, который я когда-либо получал при создании фильма». А. О. Скотт из The New York Times похвалил его игру, написав: «Хладнокровное самообладание мистера Гослинга — единственное, что ему было позволено продемонстрировать в „Драйве“ — сложное, сделанное интересный, с намёками на детскую невинность и уязвимость.» Скотт Фаундас из The Village Voice не был впечатлён: «Персонаж Гослинга граничит с пародией… Гослинг говорит мягким, обиженным полушёпотом, который говорит нам, что всё это какой-то розыгрыш… Это близкая вариация роли Гослинга, сыгранной с большим эффектом в экзистенциальном голливудском триллере Николаса Виндинга Рефна „Драйв“, где было ясно, что персонаж должен был быть абстракцией». Дэвид Денби из The New Yorker отметил, что он «повторяет свою рутину неумолимого одиночки». Фильм собрал в мировом прокате 35 миллионов долларов при производственном бюджете в 15 миллионов долларов.
Позже, в 2013 году, Райан снялся в драме о жестокой мести «Только Бог простит» режиссёра Николаса Виндинга Рефна. Райан проходил обучение муай-тай в рамках подготовки к роли и описал сценарий как «самую странную вещь, которую я когда-либо читал». И фильм, и его выступление вызвали негативные отзывы. Дэвид Эдельштейн из New York Magazine заявил: «Гослинг выглядел как крупный актёр в роли скинхеда в „Фанатике“ и звезды в „Полу-Нельсон“. Потом он перестал играть и начал позировать. Его выступление в фильме „Только Бог простит“ (простил бы Бог это название?) — это один долгий влажный взгляд». Стивен Холден из The New York Times раскритиковал неспособность Райана «дать своему автомату хоть какой-то намёк на внутреннюю жизнь». Питер Трэверс из Rolling Stone прокомментировал, что Райан, хотя и «задумывался как чистая страница, на которой мы могли бы писать, часто выглядит просто пустым».

В начале 2013 года Райан объявил, что берёт перерыв в актёрской деятельности, заявив:
"Я потерял представление о том, что я делаю. Я думаю, мне полезно сделать перерыв и переоценить, почему я это делаю и как я это делаю. И я думаю, что это, вероятно, хороший способ узнать об этом".
 Режиссёрский дебют Райана «Как поймать монстра» участвовал в номинации «Особый взгляд» на Каннском кинофестивале 2014 года. В «фэнтезийном нуаре», написанном Райаном, снимаются Кристина Хендрикс, Бен Мендельсон и Мэтт Смит. Фильм получил в основном неблагоприятные отзывы. Питер Брэдшоу из The Guardian счел это «невыносимо тщеславным» и отметил, что Райан потерял «всякое чувство меры или смирения». Робби Коллин из The Daily Telegraph описал «Как поймать монстра» как «умопомрачительно довольную собой», в то время как Джастин Чанг из Variety назвал «производный» фильм «крушением поезда».

### 2015—настоящее время: «Ла-Ла Ленд» и возвращение в кино

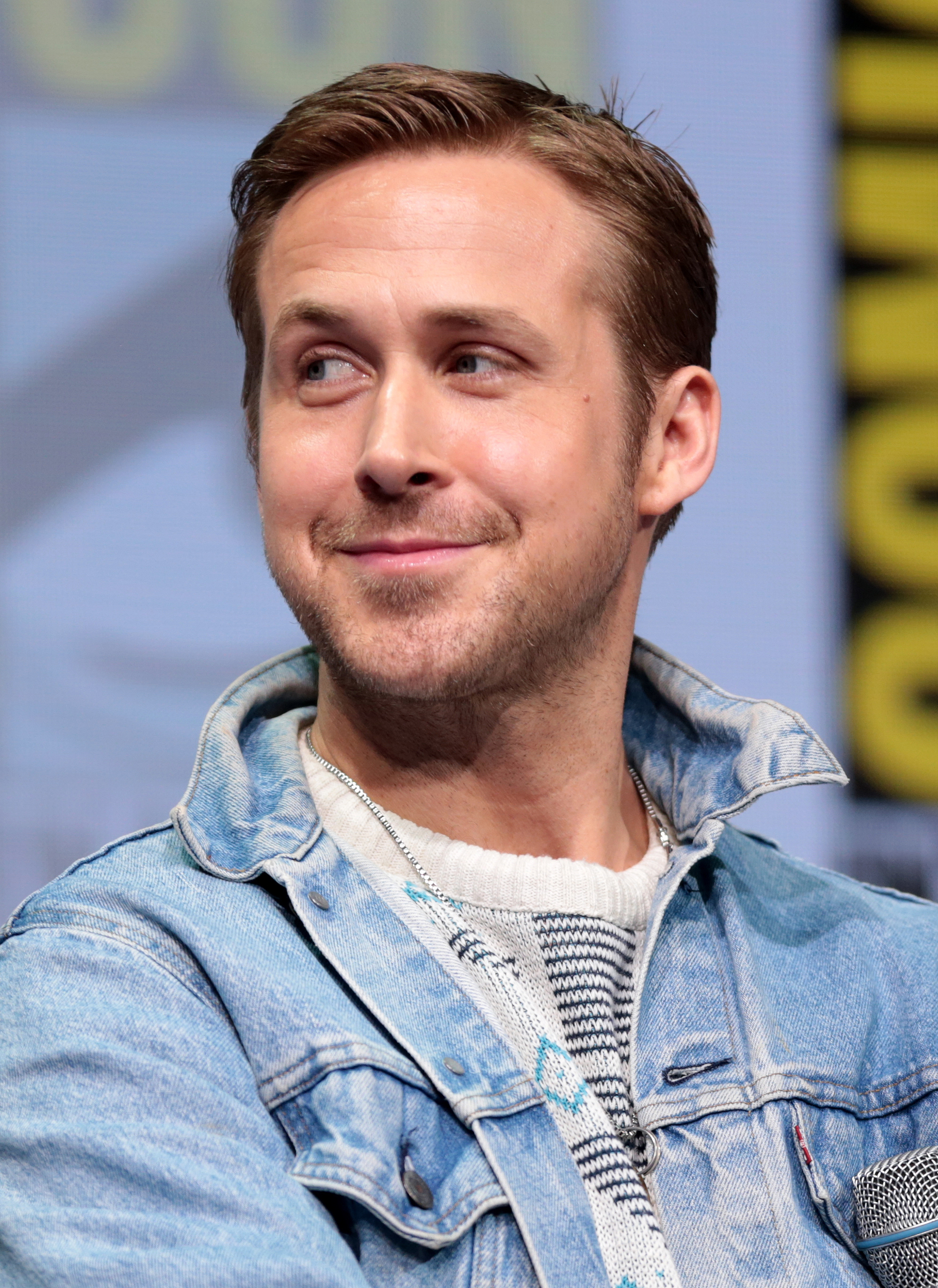
Райан Гослинг на Comic-Con в Сан-Диего в 2017 году

В 2015 году Райан сыграл продавца облигаций в ансамблевой финансовой сатире «Игра на понижение», номинированной на премию «Оскар» за лучший фильм 2016 года. Дэвид Симс из The Atlantic чувствовал, что он был «вкрадчиво забавным, каким-то образом одновременно притягательным и отталкивающим; после многих лет скитаний по залам посредственного художественного кино чудесно видеть, как он снова раскрепощается». Питер Трэверс из Rolling Stone сказал: «Гослинг, виртуоз словесной подлости, говорит прямо в камеру, и он вулканически яростен и забавен». В следующем году Райан снялся в чёрной комедии «Славные парни», вместе с Расселом Кроу, и в мюзикле Дэмиена Шазелла «Ла-Ла Ленд», за который он получил премию «Золотой глобус» за лучшую мужскую роль в мюзикле или комедии и получил свою вторую премию «Оскар» в номинации «Лучшая мужская роль». Робби Коллин похвалил его партнершу по фильму Эмму Стоун, написав: «Обе звезды настолько настроены на темп и течение друг друга, что их остроты, кажется, просто вываливаются наружу, идеально сформированные». Фильм стал одним из его самых коммерчески успешных фильмов, заработав более 440 миллионов долларов при бюджете в 30 миллионов долларов.
Райан подписал контракт на работу с Терренсом Маликом в 2004 году над биографическим фильмом «Че», но позже бросил его. Он появился в фильме Малика «Между нами музыка» (2017), в котором снялись Кристиан Бейл и Кейт Бланшетт. Также в 2017 году он снялся в фильме «Бегущий по лезвию 2049», сиквеле научно-фантастического фильма 1982 года «Бегущий по лезвию» режиссёра Дени Вильнева с Харрисоном Фордом в главной роли, который повторил свою роль Рика Декарда. Райан сыграл офицера К., «бегущего по лезвию», работающего на полицию Лос-Анджелеса, чья работа заключается в убийстве людей-биоинженеров, известных как репликанты. А. О. Скотт нашел его идеальным актёром, добавив, что его «способность вызывать сочувствие, когда он кажется слишком рассеянным, чтобы хотеть этого — его умение заставлять скучать похожа на страсть и наоборот — это делает его идеальным теплокровным роботом для нашего времени». Несмотря на то, что фильм стал самым кассовым фильмом Райана, собрав в прокате 31,5 миллиона долларов внутри страны, в целом он не принес успеха в прокате.
В 2018 году Райан сыграл Нила Армстронга, астронавта, который стал первым человеком, ступившим на Луну в 1969 году, в биографическом фильме Шазелла «Человек на луне», основанном на книге «Первый человек: жизнь Нила А. Армстронга». В статье для IndieWire Майкл Нордайн похвалил его за то, что он привнес в свою роль «тихую харизму» и «изящество», в то время как Николас Барбер из BBC назвал его «лучшим невозмутимым актёром в бизнесе».
В 2022 году он снялся в шпионском боевике Netflix «Серый человек» вместе с Крисом Эвансом.
Райан сыграл Кена в фильме Греты Гервиг «Барби», вместе с Марго Робби в главной роли. Также сыграл главную роль в боевике «Каскадеры» вместе с Эмили Блант.
В 2026 году Райан Гослинг сыграет Райлэнда Грейса, учителя средней школы, ставший последней надеждой человечества в предстоящем научно - фантастическом фильме от Amazon MGM «Проект „Аве Мария“»

## Музыкальная карьера

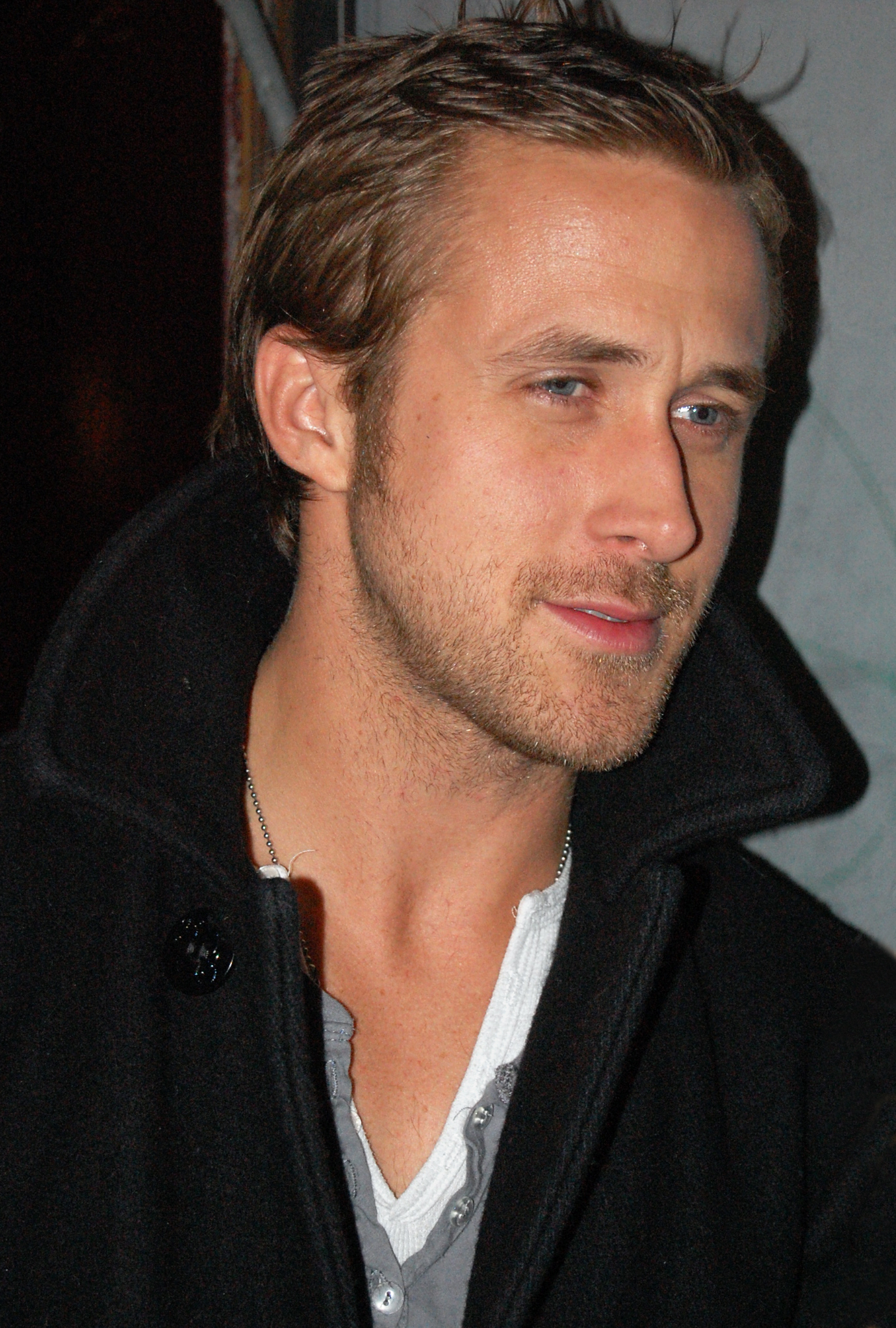
Райан Гослинг на концерте a Dead Man's Bones в 2009 году

В 2007 году Райан записал сольную запись под названием «Put Me in the Car», доступную для скачивания в Интернете. Также в том же году Райан и его друг Зак Шилдс основали инди-рок-группу Dead Man's Bones. Впервые они встретились в 2005 году, когда Райан встречался с Рэйчел Макадамс, а Шилдс — с её сестрой Кейлин. Изначально они задумывали проект как мюзикл на тему монстров, но остановились на создании группы, когда поняли, что постановка на сцене обойдется слишком дорого. Они записали свой одноимённый дебютный альбом с детским хором консерватории Сильверлейк и сами научились играть на всех инструментах. Райан записал вокал, фортепиано, гитару, бас-гитару и виолончель. Альбом был выпущен на лейбле ANTI-Records 6 октября 2009 года. Pitchfork покорила «уникальная, запоминающаяся и привлекательно странная пластинка», в то время как Prefix сочли альбом «редко китчевым и никогда неуместным». Однако Spin посчитал, что альбом «не отменяет правила, согласно которому из актёров получаются сомнительные поп-музыканты», а Entertainment Weekly раскритиковал его «приторную, готическую ценность».
В сентябре 2009 года Райан и Шилдс провели три ночи в театре марионеток Боба Бейкера в Лос-Анджелесе, где они выступали вместе с танцующими неоновыми скелетами и светящимися призраками. Затем в октябре 2009 года они провели тринадцатидневный тур по Северной Америке, используя местный детский хор на каждом концерте. Вместо вступительного акта каждый вечер проводилось шоу талантов. В сентябре 2010 года они выступили на фестивале FYF в Лос-Анджелесе. В 2011 году актёр рассказал о своих намерениях записать второй альбом Dead Man's Bones. На следующем альбоме не будет детского хора, потому что «это не очень рок-н-ролл».

## Личная жизнь

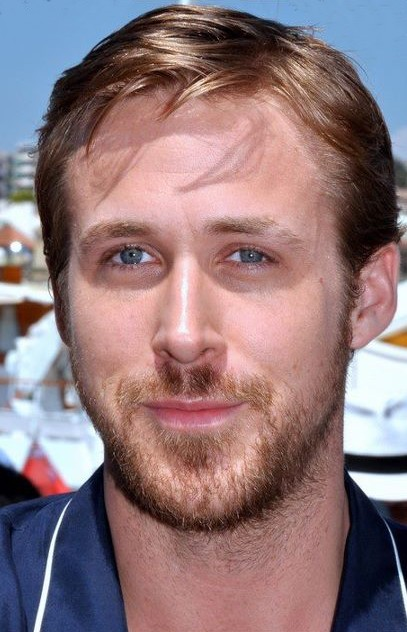
Райан Гослинг на Каннском кинофестивале 2011 года

Райан ранее проживал в Нью-Йорке со своей собакой смешанной породы Джорджем. Он совладелец Tagine, марокканского ресторана в Беверли-Хиллз, Калифорния. Он купил ресторан импульсивно; он сказал, что потратил на него «все [свои] деньги», потратил год на ремонт сам и теперь следит за меню ресторана.
Райан встречался с Сандрой Буллок, своей партнершей по фильму «Отсчет убийств», в период с 2002 по 2003 год. Затем у него были отношения со своей партнершей по фильму «Дневник памяти» Рэйчел Макадамс с 2005 по 2007 год, прежде чем они ненадолго воссоединились в 2008 году.
Райан состоит в отношениях со своей партнершей по фильму «Место под соснами» Евой Мендес с сентября 2011 года. У пары есть две дочери, Эсмеральда и Амада: одна родилась в 2014 году, а вторая — в 2016-м. В 2022 году Райан тайно женился на Еве Мендес.
Гослинг — вегетарианец и филантроп, поддерживает различные социальные инициативы. Он работал с PETA над кампанией, призванной побудить KFC и McDonald's использовать усовершенствованные методы забоя кур на своих заводах, а также над кампанией, призывающей молочных фермеров прекратить обрезание коров. Райан был волонтером в Билокси, штат Миссисипи, в 2005 году, в рамках усилий по ликвидации последствий урагана «Катрина». Он является сторонником Invisible Children, Inc., группы, которая повышает осведомленность о LRA в Центральной Африке. В 2005 году Райан побывал в лагерях беженцев Дарфура в Чаде. Он был докладчиком на Национальной конференции Campus Progress в 2008 году, где обсуждал Дарфур. В рамках своей работы в рамках Enough Project он посетил Уганду в 2007 году и восточное Конго в 2010 году.

## Фильмография
| Год       |     | Русское название                                                            | Оригинальное название                                                       | Роль                     |
| --------- | --- | --------------------------------------------------------------------------- | --------------------------------------------------------------------------- | ------------------------ |
| 1993—1994 | с   | Клуб Микки Мауса                                                            | The Mickey Mouse Club                                                       | различные роли           |
| 1995      | с   | Боишься ли ты темноты?                                                      | Are You Afraid of the Dark?                                                 | Джейми Лири              |
| 1996      | с   | Мурашки                                                                     | Goosebumps                                                                  | Грег Бэнкс               |
| 1996      | с   | Дорога в Эйвонли                                                            | Road to Avonlea                                                             | Брет Макналти            |
| 1996      | с   | Кунг-фу: Возрождение легенды                                                | Kung Fu: The Legend Continues                                               | Кевин                    |
| 1996      | с   | Готовы или нет                                                              | Ready or Not                                                                | Мэтт Калински            |
| 1996      | ф   | Франкенштейн и я                                                            | Frankenstein and Me                                                         | Кенни                    |
| 1996      | с   | Пси Фактор: Хроники паранормальных явлений                                  | Psi Factor: Chronicles of the Paranormal                                    | Адам                     |
| 1997      | с   | Мгновения грядущего                                                         | Flash Forward                                                               | Скотт Стаки              |
| 1997      | с   | Приключения Ширли Холмс                                                     | The Adventures of Shirley Holmes                                            | Шон                      |
| 1997—1998 | с   | На волне успеха                                                             | Breaker High                                                                | Шон Хенлон               |
| 1998      | тф  | Ковбоям всегда мало                                                         | Nothing Too Good for a Cowboy                                               | Томми                    |
| 1998—1999 | с   | Молодость Геракла                                                           | Young Hercules                                                              | Геракл                   |
| 1999      | с   | Удивительные странствия Геракла                                             | Hercules: The Legendary Journeys                                            | Зайлус                   |
| 1999      | тф  | Невероятные                                                                 | The Unbelievables                                                           | Джош                     |
| 2000      | ф   | Вспоминая Титанов                                                           | Remember the Titans                                                         | Алан Босли               |
| 2001      | ф   | Фанатик                                                                     | The Believer                                                                | Дэнни Балинт             |
| 2002      | ф   | Закон бойни                                                                 | The Slaughter Rule                                                          | Рой Чатни                |
| 2002      | ф   | Отсчёт убийств                                                              | Murder by Numbers                                                           | Ричард Хейвуд            |
| 2003      | ф   | Соединённые штаты Лиланда                                                   | The United States of Leland                                                 | Лиланд Фицджеральд       |
| 2004      | ф   | Дневник памяти                                                              | The Notebook                                                                | Ноа Кэлхун               |
| 2005      | док | Я всё еще здесь: Реальные дневники молодых людей, живших во время Холокоста | I’m Still Here: Real Diaries of Young People Who Lived During the Holocaust | Илья Гербер              |
| 2005      | ф   | Останься                                                                    | Stay                                                                        | Генри Литем              |
| 2006      | ф   | Полу-Нельсон                                                                | Half Nelson                                                                 | Дэн Данн                 |
| 2007      | ф   | Перелом                                                                     | Fracture                                                                    | Уилли Бичум              |
| 2007      | ф   | Ларс и настоящая девушка                                                    | Lars and the Real Girl                                                      | Ларс Линдстром           |
| 2010      | ф   | Валентинка                                                                  | Blue Valentine                                                              | Дин                      |
| 2010      | ф   | Всё самое лучшее                                                            | All Good Things                                                             | Дэвид Маркс              |
| 2010      | док | Возрождение                                                                 | ReGeneration                                                                | рассказчик               |
| 2011      | ф   | Драйв                                                                       | Drive                                                                       | Водитель                 |
| 2011      | ф   | Эта дурацкая любовь                                                         | Crazy, Stupid, Love                                                         | Джейкоб Палмер           |
| 2011      | ф   | Мартовские иды                                                              | The Ides of March                                                           | Стивен Майерс            |
| 2011      | кор | Печать зла                                                                  | Touch of Evil                                                               | невидимка                |
| 2011      | вс  | Пьяная история                                                              | Drunk History                                                               | рассказчик               |
| 2012      | ф   | Место под соснами                                                           | The Place Beyond the Pines                                                  | Люк Глэнтон              |
| 2013      | ф   | Охотники на гангстеров                                                      | Gangster Squad                                                              | сержант Джерри Вутерс    |
| 2013      | ф   | Только Бог простит                                                          | Only God Forgives                                                           | Джулиан                  |
| 2015      | ф   | Игра на понижение                                                           | The Big Short                                                               | Джаред Веннетт           |
| 2016      | ф   | Славные парни                                                               | The Nice Guys                                                               | Холланд Марч             |
| 2016      | ф   | Ла-Ла Ленд                                                                  | La La Land                                                                  | Себастьян Уайлдер        |
| 2017      | ф   | Между нами музыка                                                           | Song to Song                                                                | Би Ви                    |
| 2017      | ф   | Бегущий по лезвию 2049                                                      | Blade Runner 2049                                                           | Кей                      |
| 2018      | ф   | Человек на Луне                                                             | First Man                                                                   | Нил Армстронг            |
| 2019      | тф  | Мои любимые формы: Стендап Хулио Торреса                                    | My Favorite Shapes by Julio Torres                                          | синий пингвин            |
| 2022      | ф   | Серый человек                                                               | The Gray Man                                                                | Курт Джентри/Сьерра Сикс |
| 2023      | кор | Погоня за Carrera                                                           | The Chase for Carrera                                                       | Райан                    |
| 2023      | ф   | Барби                                                                       | Barbie                                                                      | Кен                      |
| 2024      | ф   | Каскадёры                                                                   | The Fall Guy                                                                | Кольт                    |
| 2026      | ф   | Проект «Аве Мария»                                                          | Project Hail Mary                                                           | Райленд Грейс            |
| 2027      | ф   | Звёздные войны: Звёздный истребитель                                        | Star Wars: Starfighter                                                      |                          |
|           | ф   | Одиннадцать друзей Оушена                                                   | Ocean's Eleven                                                              |                          |

### Продюсер
| Год  | Фильм               | Участие                 | Примечания   |
| ---- | ------------------- | ----------------------- | ------------ |
| 2010 | Валентинка          | Исполнительный продюсер | [ 56 ]       |
| 2010 | Возрождение         | Продюсер                | [ 57 ]       |
| 2013 | Только Бог простит  | Исполнительный продюсер | [ 58 ]       |
| 2013 | Белая тень          | Исполнительный продюсер | [ 59 ]       |
| 2014 | Как поймать монстра | Продюсер                | [ a ] [ 60 ] |
| 2024 | Каскадёры           | Продюсер                | [ 61 ]       |
| 2025 | Вульфмен            | Исполнительный продюсер | [ 62 ]       |
| 2025 | Актёр               | Исполнительный продюсер | [ 63 ]       |
| 2026 | Проект «Аве Мария»  | Продюсер                | [ 64 ]       |

## Награды и номинации
| Премия                              | Год  | Фильм                    | Категория                                | Результат | Источник |
| ----------------------------------- | ---- | ------------------------ | ---------------------------------------- | --------- | -------- |
| Оскар                               | 2007 | Полу-Нельсон             | Лучшая мужская роль                      | Номинация | [ 65 ]   |
| Оскар                               | 2017 | Ла-Ла Ленд               | Лучшая мужская роль                      | Номинация | [ 66 ]   |
| Оскар                               | 2024 | Барби                    | Лучшая мужская роль второго плана        | Номинация | [ 67 ]   |
| Золотой глобус                      | 2008 | Ларс и настоящая девушка | Лучшая мужская роль — комедия или мюзикл | Номинация | [ 68 ]   |
| Золотой глобус                      | 2011 | Валентинка               | Лучшая мужская роль — драма              | Номинация | [ 69 ]   |
| Золотой глобус                      | 2012 | Мартовские иды           | Лучшая мужская роль — драма              | Номинация | [ 70 ]   |
| Золотой глобус                      | 2012 | Эта дурацкая любовь      | Лучшая мужская роль — комедия или мюзикл | Номинация | [ 70 ]   |
| Золотой глобус                      | 2017 | Ла-Ла Ленд               | Лучшая мужская роль — комедия или мюзикл | Победа    | [ 71 ]   |
| Золотой глобус                      | 2024 | Барби                    | Лучший актёр второго плана               | Номинация | [ 72 ]   |
| BAFTA                               | 2017 | Ла-Ла Ленд               | Лучшая мужская роль                      | Номинация | [ 73 ]   |
| Выбор критиков                      | 2007 | Полу-Нельсон             | Лучшая мужская роль                      | Номинация | [ 74 ]   |
| Выбор критиков                      | 2008 | Ларс и настоящая девушка | Лучшая мужская роль                      | Номинация |          |
| Выбор критиков                      | 2011 | Валентинка               | Лучшая мужская роль                      | Номинация | [ 75 ]   |
| Выбор критиков                      | 2012 | Драйв                    | Лучшая мужская роль                      | Номинация | [ 76 ]   |
| Выбор критиков                      | 2012 | Мартовские иды           | Лучший актёрский состав                  | Номинация | [ 76 ]   |
| Выбор критиков                      | 2016 | Игра на понижение        | Лучший актёрский состав                  | Номинация |          |
| Выбор критиков                      | 2016 | Ла-Ла Ленд               | Лучшая мужская роль                      | Номинация |          |
| Выбор критиков                      | 2016 | Славные парни            | Лучший комедийный актёр                  | Номинация |          |
| Выбор критиков                      | 2019 | Человек на Луне          | Лучшая мужская роль                      | Номинация |          |
| Выбор критиков                      | 2024 | Барби                    | Лучшая мужская роль второго плана        | Номинация |          |
| Независимый дух                     | 2002 | Фанатик                  | Лучшая мужская роль                      | Номинация |          |
| Независимый дух                     | 2007 | Полу-Нельсон             | Лучшая мужская роль                      | Победа    |          |
| Независимый дух                     | 2012 | Драйв                    | Лучшая мужская роль                      | Номинация |          |
| Сатурн                              | 2018 | Бегущий по лезвию 2049   | Лучшая мужская роль                      | Номинация |          |
| Спутник                             | 2006 | Полу-Нельсон             | Лучшая мужская роль                      | Номинация |          |
| Спутник                             | 2007 | Ларс и настоящая девушка | Лучшая мужская роль                      | Победа    |          |
| Спутник                             | 2010 | Валентинка               | Лучшая мужская роль                      | Номинация |          |
| Спутник                             | 2011 | Драйв                    | Лучшая мужская роль                      | Победа    |          |
| Спутник                             | 2014 | Место под соснами        | Лучшая мужская роль                      | Номинация |          |
| Спутник                             | 2017 | Ла-Ла Ленд               | Лучшая мужская роль                      | Номинация |          |
| Спутник                             | 2019 | Человек на Луне          | Лучшая мужская роль                      | Номинация |          |
| Каннский кинофестиваль              | 2014 | Как поймать монстра      | Золотая камера                           | Номинация |          |
| Каннский кинофестиваль              | 2014 | Как поймать монстра      | Un Certain Regard Award                  | Номинация |          |
| Национальный совет кинокритиков США | 2006 | Полу-Нельсон             | Мужской прорыв года                      | Победа    |          |
| Национальный совет кинокритиков США | 2015 | Игра на понижение        | Лучший актёрский состав                  | Победа    |          |
| Премия Гильдии киноактёров США      | 2007 | Полу-Нельсон             | Лучшая мужская роль                      | Номинация |          |
| Премия Гильдии киноактёров США      | 2008 | Ларс и настоящая девушка | Лучшая мужская роль                      | Номинация |          |
| Премия Гильдии киноактёров США      | 2016 | Игра на понижение        | Лучший актёрский состав                  | Номинация |          |
| Премия Гильдии киноактёров США      | 2017 | Ла-Ла Ленд               | Лучшая мужская роль                      | Номинация |          |

### Комментарии
1. ↑  Также дебют в качестве режиссёра и сценариста